# Pristava pri Šentjerneju
Pristava pri Šentjerneju – wieś w Słowenii, w gminie Šentjernej. W 2018 roku liczyła 50 mieszkańców.